# Astragalus mesatlanticus
Astragalus mesatlanticus är en ärtväxtart som beskrevs av Gábor Gabriel Andreánszky. Astragalus mesatlanticus ingår i släktet vedlar, och familjen ärtväxter. Inga underarter finns listade i Catalogue of Life.